# Гастромизонові
Гастромизонові (Gastromyzontidae) — родина риб підряду Cobitoidei.
Раніше включалися до складу родини Баліторові, але 2012 року були виділені як окрема родина.
Поширені в Китаї та Південно-Східній Азії. Є мешканцями гірських річок.
Родина включає такі роди:
- Annamia  Hora, 1932
- Bashimyzon  Gong & Zhang, 2024
- Beaufortia  Hora, 1932
- Engkaria  Tan, 2021
- Erromyzon  Kottelat, 2004
- Formosania  Oshima, 1919
- Gastromyzon  Günther, 1874
- Glaniopsis  Boulenger, 1899
- Hypergastromyzon  Roberts, 1989
- Katibasia  Kottelat, 2004
- Liniparhomaloptera  Fang, 1935
- Neogastromyzon  Popta, 1905
- Paraprotomyzon  Pellegrin & Fang, 1935
- Parasewellia  Nguyen & Nguyen, 2005
- Parhomaloptera  Vaillant, 1902
- Plesiomyzon  Zheng & Chen, 1980
- Protomyzon  Hora, 1932
- Pseudogastromyzon  Nichols, 1925
- Sewellia  Hora, 1932
- Vanmanenia  Hora, 1932
- Yaoshania  Yang, Kottelat, Yang & Chen, 2012

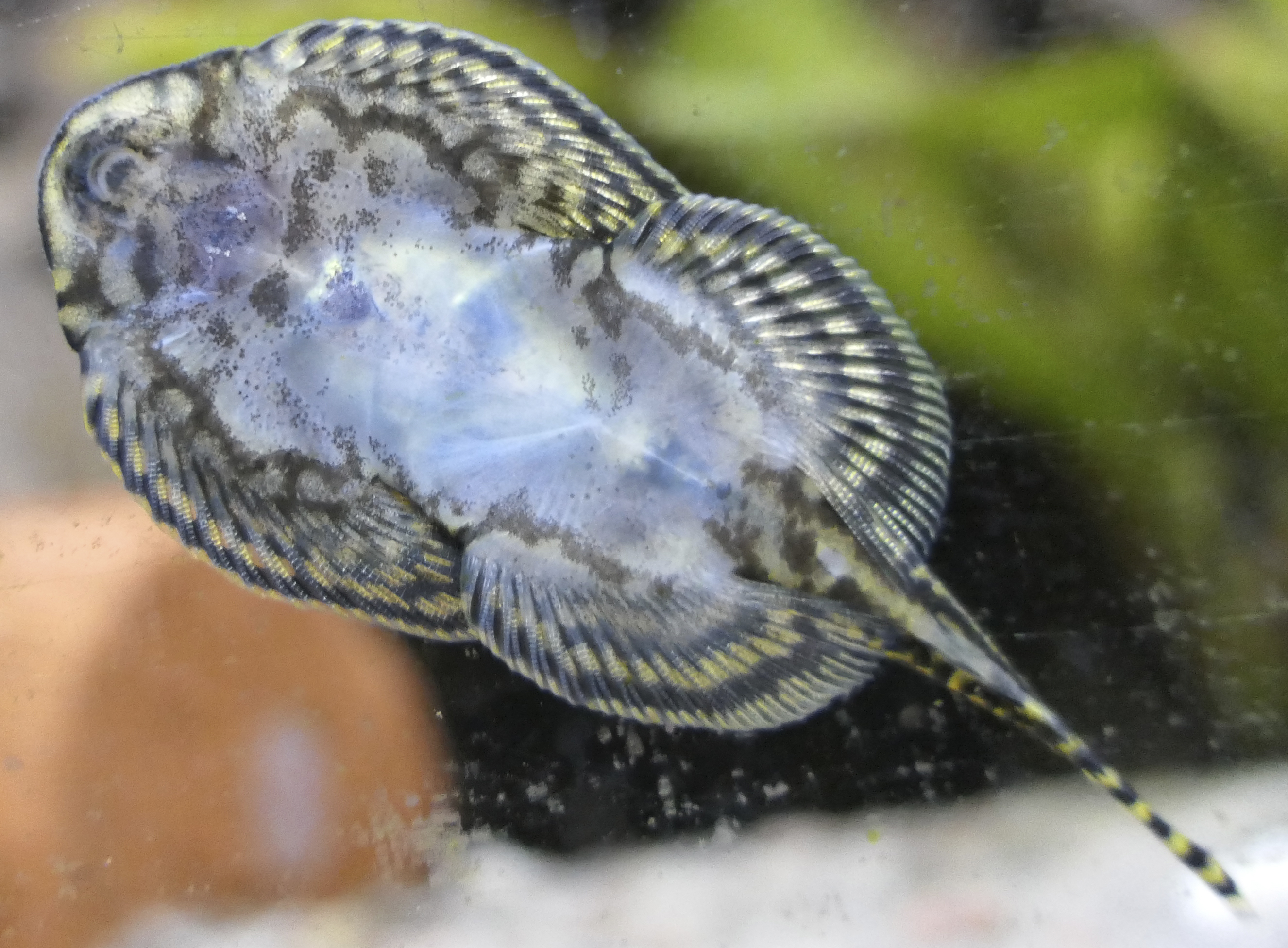
Так виглядає Sewellia lineolata, якщо дивитися на рибу знизу

Це донні риби. Улюблений корм — водорості, детрит та дрібні донні безхребетні.
Розмір: 3-14 см. Тіло стиснуте згори й практично плоске знизу. Грудні та черевні плавці мають лише по одному твердому нерозгалуженому зовнішньому променю. Решта цих плавців перетворена на потужні присоски, які дозволяють рибам міцно чіплятися за каміння та інші предмети й надійно триматися на бурхливій течії потоку. Плавальний міхур редукований за відсутності потреби в ньому.
В неволі живуть не більше 2 років. Для утримання цих риб використовують акваріуми місткістю від 50 літрів, влаштовують активну аерацію, фільтрацію та регулярну підміну води. Рекомендовані показники води: твердість до 12 °dH, показник pH 6,8-7,8, температура 10-24 °C.